# Giuseppe Massari
Giuseppe Massari (Taranto, 11 agosto 1821 – Roma, 13 marzo 1884) è stato un patriota, giornalista e politico italiano.
Deputato dal 1860 alla morte, coltivò l'amicizia di Cavour, del quale appoggiava in pieno la politica. Si fece notare per il suo impegno soprattutto in occasione dell'annessione al Piemonte dell'Emilia. Ha scritto numerose biografie sui protagonisti del Risorgimento e un  Diario.

## Biografia

### Origini e formazione
Giuseppe Massari nacque a Taranto nel 1821 da Marino, ingegnere civile barese, e dalla tarantina Maria Saveria Fedele.
Esule in Francia a partire dal 1838, visse per otto anni a Parigi, dove frequentò i salotti di Cristina Trivulzio di Belgiojoso e della rivale Costanza Arconati, collaborando inoltre a riviste italiane di stampo patriottico come la Gazzetta italiana.

### La fuga in Piemonte e l'attività politica
Alla fine del 1846 si stabilì a Torino, chiamatovi da Giuseppe Pomba a dirigere il nuovo settimanale Il Mondo illustrato. Nel 1848 fece ritorno nelle sue terre, dove venne eletto deputato nella breve prova costituzionale del Regno di Napoli. Restaurato il pieno assolutismo borbonico, dovette riparare ancora a Torino, dove riprese il suo lavoro di giornalista e scrittore. Divenne il maggior fautore dell'emigrazione liberale in Piemonte, mantenendo buoni rapporti con i maggiori esponenti politici del tempo.

### La relazione sul brigantaggio meridionale
Si impegnò negli anni '60 sul fronte della lotta al brigantaggio, all'epoca principale ostacolo all'unificazione dell'Italia: una sua relazione alla Camera del 1862 mise in luce soprattutto le responsabilità di agenti borbonici e clericali nel fomentare il fenomeno del brigantaggio.